# Brackenridgia ashleyi
Brackenridgia ashleyi là một loài chân đều trong họ Trichoniscidae. Loài này được Lewis miêu tả khoa học năm 2004.